# Alcalá la Real
Alcalá la Real es una ciudad y municipio español de la provincia de Jaén, comunidad autónoma de Andalucía. Es cabecera de la comarca de la Sierra Sur y se ubica en el extremo suroeste de la provincia, limitando con las provincias de Granada y Córdoba. Cuenta con una población de 21 581 habitantes (INE 2024). Su lema es: “Muy Noble y Muy Leal ciudad de Alcalá la Real. Llave, guarda y defendimiento de los Reinos de Castilla.”

## Geografía
Integrado en la comarca de Sierra Sur, se sitúa a 71 kilómetros de la capital provincial. El término municipal está atravesado por la carretera nacional N-432, entre los pK 379 y 399, además de por las carreteras autonómicas A-335, que conecta con Montefrío, A-339, que comunica con Priego de Córdoba, A-403, que se dirige a Benalúa de las Villas, y por carreteras locales que permiten la comunicación con los municipios vecinos de Frailes, Castillo de Locubín y Almedinilla.
El relieve del extenso municipio es variado, pero predomina el propio de la Cordillera Subbética. Por el norte predomina la parte más montañosa, donde se suceden la Sierra de San Pedro (1054 m) el Cerro del Agua (1192 m) y la Sierra de Alta Coloma, que alcanza los 1553 m (pico de la Martina) en el límite con Frailes. Siguiendo hacia el sur aparece una zona menos elevada pero con numerosas colinas y cerros, en uno de los que se asienta la fortaleza de la Mota. Esta zona es rica en arroyos, que descienden de las montañas del norte y del sur. Ya en la zona sur se alza otra zona de montaña que supera los 1200 m y que hace de límite natural con la provincia de Granada. La altitud oscila entre los 1553 m al noreste (pico de la Martina) y los 790 m al sureste, a orillas del río Mures. El pueblo se alza a 1029 m sobre el nivel del mar. 
| Noroeste: Alcaudete                                        | Norte: Castillo de Locubín                  | Nordeste: Valdepeñas de Jaén y Frailes |
| Oeste: Priego de Córdoba (Córdoba) y Almedinilla (Córdoba) |                                             | Este: Frailes y Montillana (Granada)   |
| Suroeste: Almedinilla (Córdoba) y Montefrío (Granada)      | Sur: Montefrío (Granada) e Íllora (Granada) | Sureste: Moclín (Granada)              |

## Historia

### Fundación
Alcalá la Real se ubica en una zona estratégica que comunica el valle del Guadalquivir (a través del río Guadajoz) con las áreas de vega granadinas, a través de los ríos Frailes y Velillos. Su posición estratégica, no solo sobre el territorio, sino en la misma ubicación de la ciudad (sobre el cerro de La Mota), le confiere una importancia fundamental en cuanto a las vías de comunicación a lo largo de la historia, lo cual viene a confirmar su importancia cuando esta área se convierte en zona de frontera durante la Edad Media con el Reino de Granada. Se advierte ocupación humana en distintos yacimientos del término municipal desde el Paleolítico y en las fases prehistóricas siguientes como el Neolítico, el Calcolítico y la Edad del Bronce. Desde el Bronce Final, en las fases ibéricas antiguas, se aprecian asentamientos ibéricos de pequeño rango, como los núcleos de La Gineta y La Mesa de la Ribera Alta. En época romana se advierten las primeras evidencias de ocupación del cerro de La Mota, que pueden identificarse como los primeros restos de la propia Alcalá, si bien puede darse el caso de que estas edificaciones romanas hayan podido arrasar los anteriores estratos ibéricos.

### Periodo musulmán y conquista cristiana
Según A. U. Stylow1, el topónimo romano Sucaelo correspondería a Alcalá la Real. En 713 d. J.C./94 Hégira, con la conquista musulmana, la ciudad pasa a denominarse قلعة أسطلير (Qal'at Astalīr), luego, en el siglo IX, قلعة يحصب (Qal'at Yahsub) y, más tarde, a mitad del siglo XII قلعة بني سعيد (Qal'at Banī Sa'īd), esto es, "fortaleza de los Bani Sa'id o de la familia Sa'id", también, abreviadamente, القلعة Al-Qal'a, "la fortaleza", del que procede su nombre actual (véase Pedro Cano Ávila, Historia musulmana de Alcalá la Real, en Alcalá la Real, historia de una ciudad fronteriza y abacial, Alcalá la Real, 1999, vol. I, págs., 315-357). También de época musulmana, concretamente del reinado de Alhakén II (961-976), data la importante red de torres o atalayas que se erigieron para defender el territorio. Hoy día todavía subsisten once de las quince atalayas originales, siendo cinco de origen cristiano y el resto musulmán, que establecían un cinturón defensivo en torno a la atalaya principal, que era la fortaleza de La Mota. Tras la disolución del Califato y la escisión del mismo en los Reinos de Taifas, Al-Qal'a se convirtió en una plaza fuerte del reino zirí, desde la cual se efectuaban numerosas incursiones contra territorios vecinos. En 1075 se produce un trueque de fortalezas entre los reyes de taifas de Sevilla y Granada. Alcalá pasa de nuevo al reino granadino y Estepa al sevillano, gracias al acuerdo entre ambos reyes, ‘Abd Allāh I de Córdoba y Al-Mu'tamid.
En el año 1125 el rey Alfonso I de Aragón conociendo la insatisfacción de la numerosa población cristiano-mozárabe en territorio musulmán, ante el aumento del fanatismo religioso de la nueva corriente religiosa norteafricana almorávide,[cita requerida] recorre Alcalá la Real, Luque, Baena, Écija, Cabra y Lucena donde vence a Abū Bakr, hijo del emir Alī ibn Yūsuf en Arnisol, Arinzol o Aranzuel, según las fuentes, actual Anzul (hoy del municipio de Puente Genil), el 10 de marzo de 1126. Acompañado de numerosos cristiano-mozárabes liberados, puede que entre ellos algunos Alcalaínos, regresa al reino de Aragón donde se asientan. Los mozárabes de al-Ándalus que no huyeron a Aragón, en represalia, serían castigados duramente y en su mayor parte deportados a Marruecos.
Es en torno al año 1140 cuando el castillo de La Mota se convierte en una verdadera fortaleza, convirtiéndose en uno de los núcleos más importantes de Al-Ándalus bajo la égida de la familia Banu Sa'id. Esta familia de literatos e historiadores no quiso someterse a la dinastía de los almohades y tuvo el valor de rebelarse, lo que le costó el encarcelamiento de su gobernador, Abd al-Malik ben Said. Luego fue perdonado y regresó liberado de Marruecos de nuevo a Alcalá. En la época almohade los judíos alcalaínos rechazaron el convertirse al islam y, por ello, fueron castigados. Los supervivientes se dirigieron hacia el norte encontrando en Toledo la tolerancia necesaria para erigir otra comunidad donde la cultura judía pudo desarrollarse en gran manera.
Finalmente, fue conquistada el 15 de agosto de 1341 (siglo y medio antes de la caída del reino nazarí) por Alfonso XI de Castilla, quien le concedió el título de la Real que desde entonces figura en el topónimo. Es desde este momento de su conquista que en su escudo figura una llave, símbolo de su importancia estratégica. En 1432 el rey Juan II de Castilla le otorgó la consideración de ciudad.

### Edad Moderna y Contemporánea

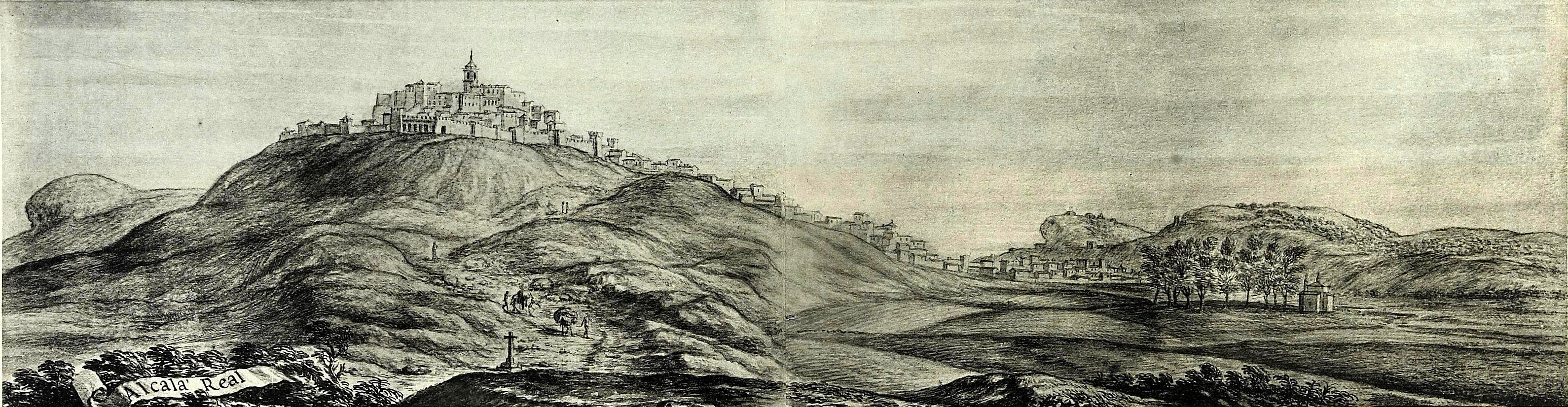
Vista de Alcalá la Real en 1668, acuarela de Pier Maria Baldi.

Tras la conquista del Reino de Granada, Alcalá la Real pierde su valor estratégico, siendo entonces cuando se produce la paulatina migración de la población desde el Cerro de La Mota a las tierras llanas situadas al pie del cerro, en un intento por escapar del ahogo que suponían las murallas y la escasa superficie del cerro (de unas 3 ha) para el crecimiento de la ciudad, hasta el punto en que el propio Cabildo Municipal es trasladado desde La Mota al actual Ayuntamiento en el siglo XVII. Este proceso de abandono de La Mota culminó tras la Guerra de Independencia y la derrota de las fuerzas napoleónicas, que ocuparon la fortaleza de La Mota de 1810 a 1812, abandonándola tras un incendio. En 1842 contaba con 11 521 habitantes.

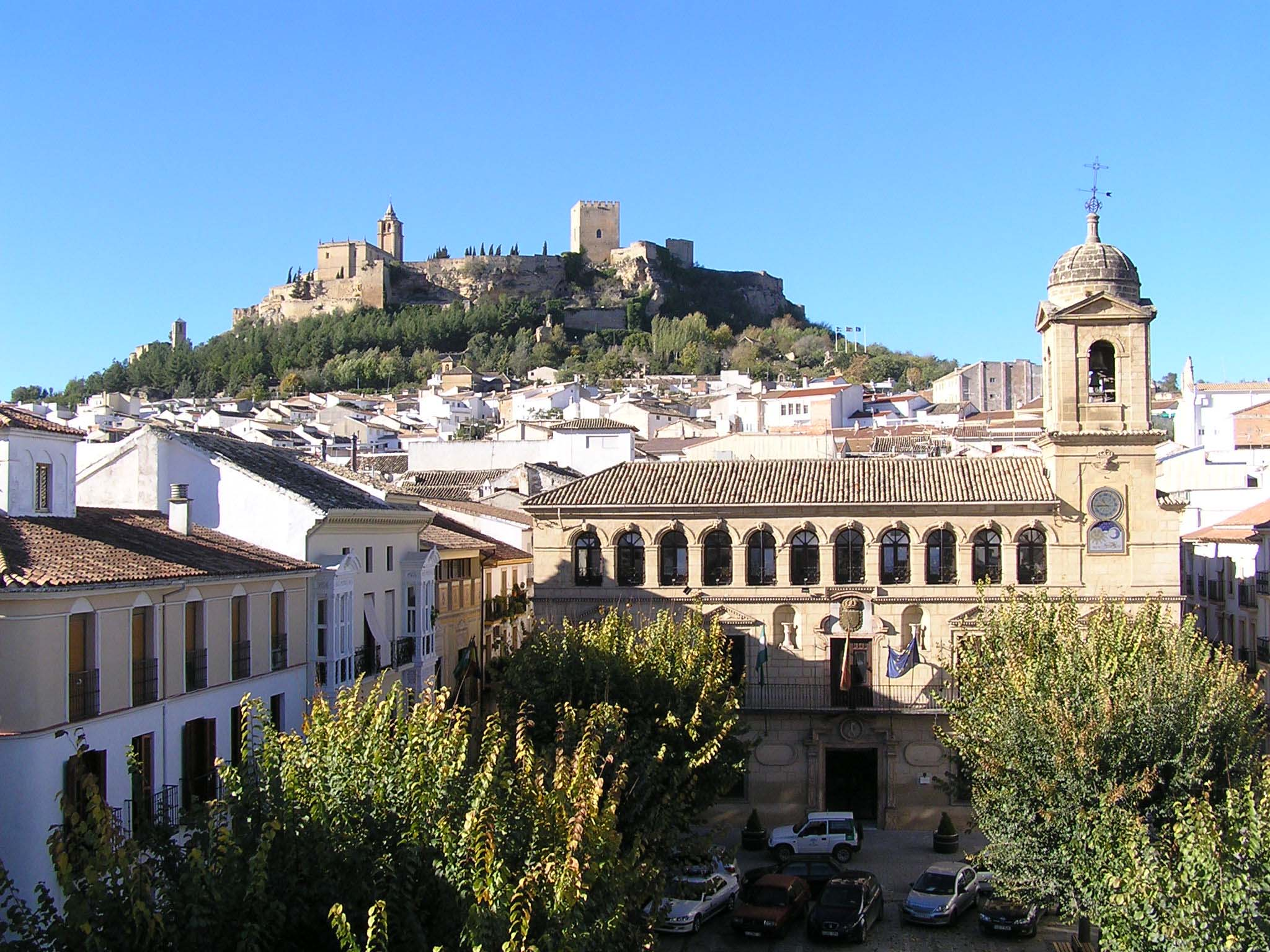
Alcalá la Real con el ayuntamiento en primer plano y la fortaleza de La Mota al fondo.

Durante la guerra civil española, en el marco de la llamada Campaña de la «Aceituna», Alcalá la Real, Lopera y Porcuna fueron las únicas poblaciones de la provincia tomadas por el bando sublevado, estabilizándose el frente así configurado hasta el final de la contienda. Antes de caer en manos sublevadas, fue bombardeada en diversas ocasiones por la aviación franquista.

## Demografía
Cuenta con una población de 21 581 habitantes (INE 2024).
| Gráfica de evolución demográfica de Alcalá la Real entre 1842 y 2021                                                  |
| |
| Población de derecho según los censos de población del INE. Población de hecho según los censos de población del INE. |

En 2014 fue el municipio de España con una población superior a 10 000 habitantes con la tasa más alta de suicidios por habitante.

## Administración y política

### Elecciones municipales
| Elecciones municipales desde 1979                      |      |      |      |      |      |      |      |      |      |      |      |      |
|                                                        | 1979 | 1983 | 1987 | 1991 | 1995 | 1999 | 2003 | 2007 | 2011 | 2015 | 2019 | 2023 |
| AP/PP                                                  | -    | 6    | 5    | 4    | 7    | 6    | 6    | 7    | 9    | 8    | 9    | 14   |
| PSOE                                                   | 10   | 13   | 13   | 16   | 12   | 13   | 13   | 13   | 11   | 11   | 10   | 5    |
| PCE/IU                                                 | 2    | 2    | 1    | 1    | 2    | 1    | 0    | 0    | 1    | 2    | 0    | 1    |
| VOX                                                    | -    | -    | -    | -    | -    | -    | -    | -    | -    | -    | -    | 1    |
| C's                                                    | -    | -    | -    | -    | -    | -    | -    | -    | -    | -    | 2    | 0    |
| PODEMOS                                                | -    | -    | -    | -    | -    | -    | -    | -    | -    | -    | 0    | 0    |
| UCD/CDS                                                | 8    | -    | 2    | 0    | -    | -    | -    | -    | -    | -    | -    | -    |
| PA                                                     | -    | -    | -    | -    | 0    | 1    | 2    | 1    | 0    | -    | -    | -    |
| CD                                                     | 1    | -    | -    | -    | -    | -    | -    | -    | -    | -    | -    | -    |
| UCIN                                                   | -    | -    | -    | -    | -    | -    | -    | -    | -    | -    | 0    | -    |
| PAM                                                    | -    | -    | -    | -    | -    | -    | -    | -    | 0    | -    | -    | -    |
| En negrilla el partido más votado                      |      |      |      |      |      |      |      |      |      |      |      |      |
| Fuente: Datos de las elecciones municipales desde 1979 |      |      |      |      |      |      |      |      |      |      |      |      |

### Alcaldía
| Periodo   | Nombre                                             | Partido |
| --------- | -------------------------------------------------- | ------- |
| 1979-1983 | José Marañón Barrio                                | PSOE    |
| 1983-1987 | José Marañón Barrio                                | PSOE    |
| 1987-1991 | Felipe López García                                | PSOE    |
| 1991-1995 | Felipe López García 1993: Francisco Martín Rosales | PSOE    |
| 1995-1999 | Juan Rafael Canovaca Arjona                        | PSOE    |
| 1999-2003 | Juan Rafael Canovaca Arjona                        | PSOE    |
| 2003-2007 | Manuel León López                                  | PSOE    |
| 2007-2011 | Elena Víboras                                      | PSOE    |
| 2011-2015 | Elena Víboras 2013: Carlos Antonio Hinojosa        | PSOE    |
| 2015-2019 | Carlos Antonio Hinojosa                            | PSOE    |
| 2019-2023 | Antonio Marino Aguilera Peñalver                   | PP      |
| 2023-act. | Antonio Marino Aguilera Peñalver                   | PP      |

### Población por núcleos
Desglose de población según el Padrón Continuo por Unidad Poblacional del INE.
| Núcleos                  | Habitantes (2024) | Varones | Mujeres |
| ------------------------ | ----------------- | ------- | ------- |
| Alcalá la Real           | 16781             | 8230    | 8551    |
| Caserías de San Isidro   | 54                | 28      | 26      |
| Charilla                 | 365               | 192     | 173     |
| Ermita Nueva             | 479               | 242     | 237     |
| Fuente Álamo             | 133               | 72      | 61      |
| Fuente del Rey           | 248               | 120     | 128     |
| La Hortichuela           | 80                | 43      | 37      |
| La Pedriza               | 254               | 132     | 122     |
| La Rábita                | 501               | 249     | 252     |
| Las Grageras             | 77                | 35      | 42      |
| Mures                    | 528               | 259     | 269     |
| Peñas de Majalcorón      | 20                | 13      | 7       |
| Puertollano              | 50                | 28      | 22      |
| Ribera Alta              | 254               | 129     | 125     |
| Ribera Baja              | 86                | 42      | 44      |
| Santa Ana                | 766               | 367     | 399     |
| San José                 | 45                | 22      | 23      |
| Venta de Agramaderos     | 52                | 26      | 26      |
| Villalobos               | 32                | 21      | 11      |
| Población en diseminados | 782               | 422     | 360     |

## Monumentos y Lugares de Interés

### Fortaleza de La Mota

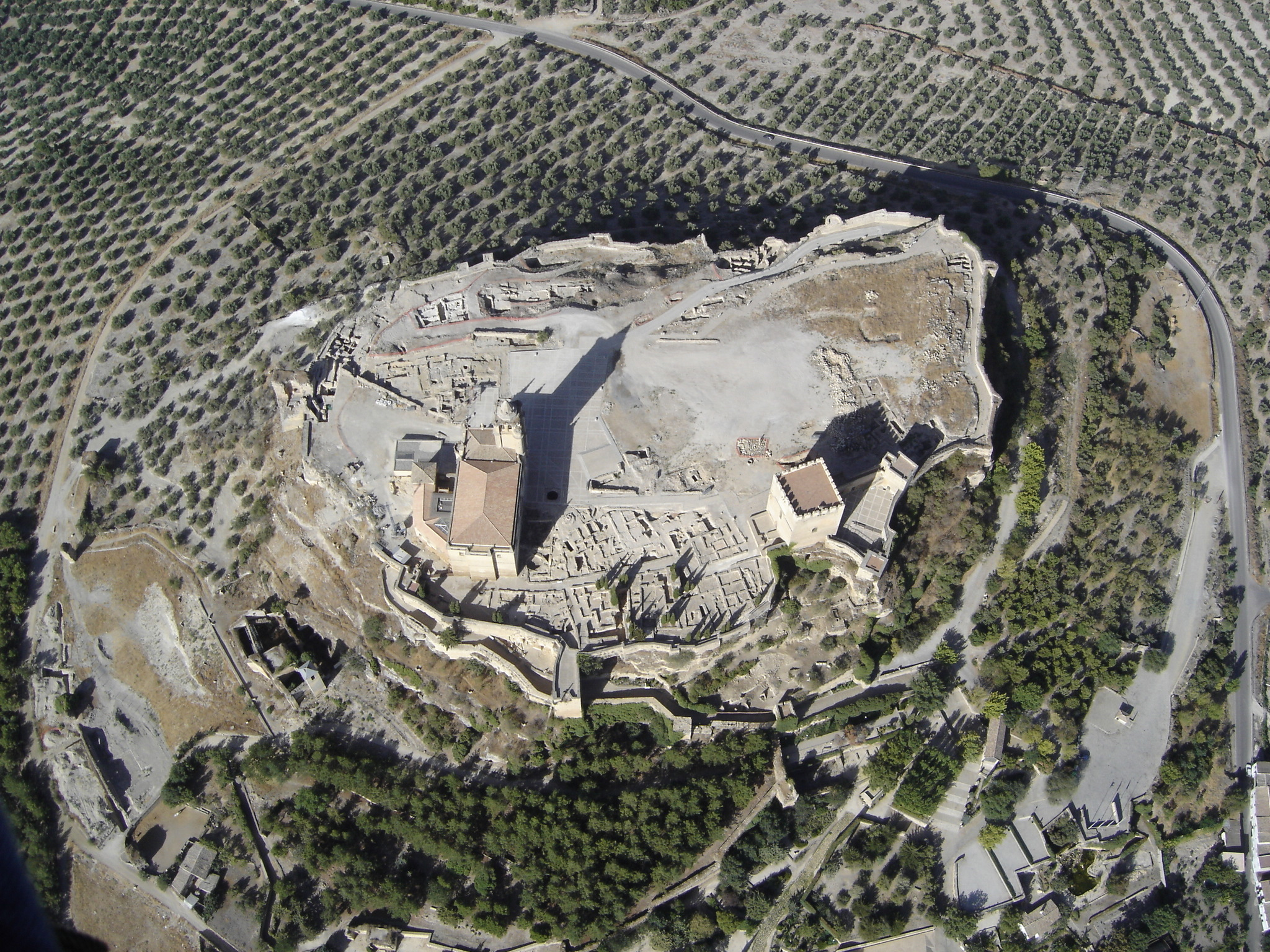
Vista aérea de la Fortaleza de La Mota.

Situada en el cerro del mismo nombre, en ella destacan:
Iglesia Mayor Abacial

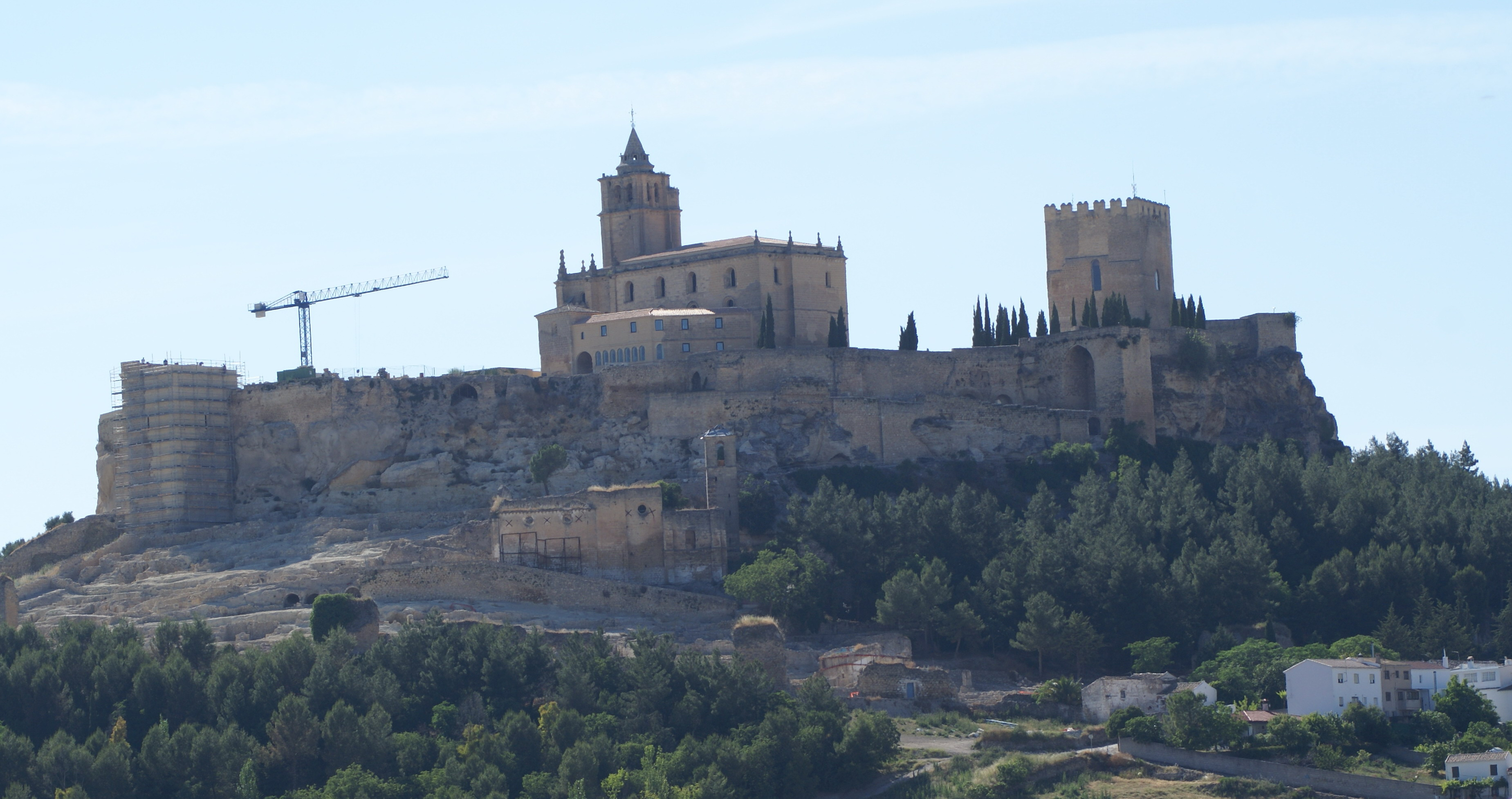
Vista diurna de la Mota.

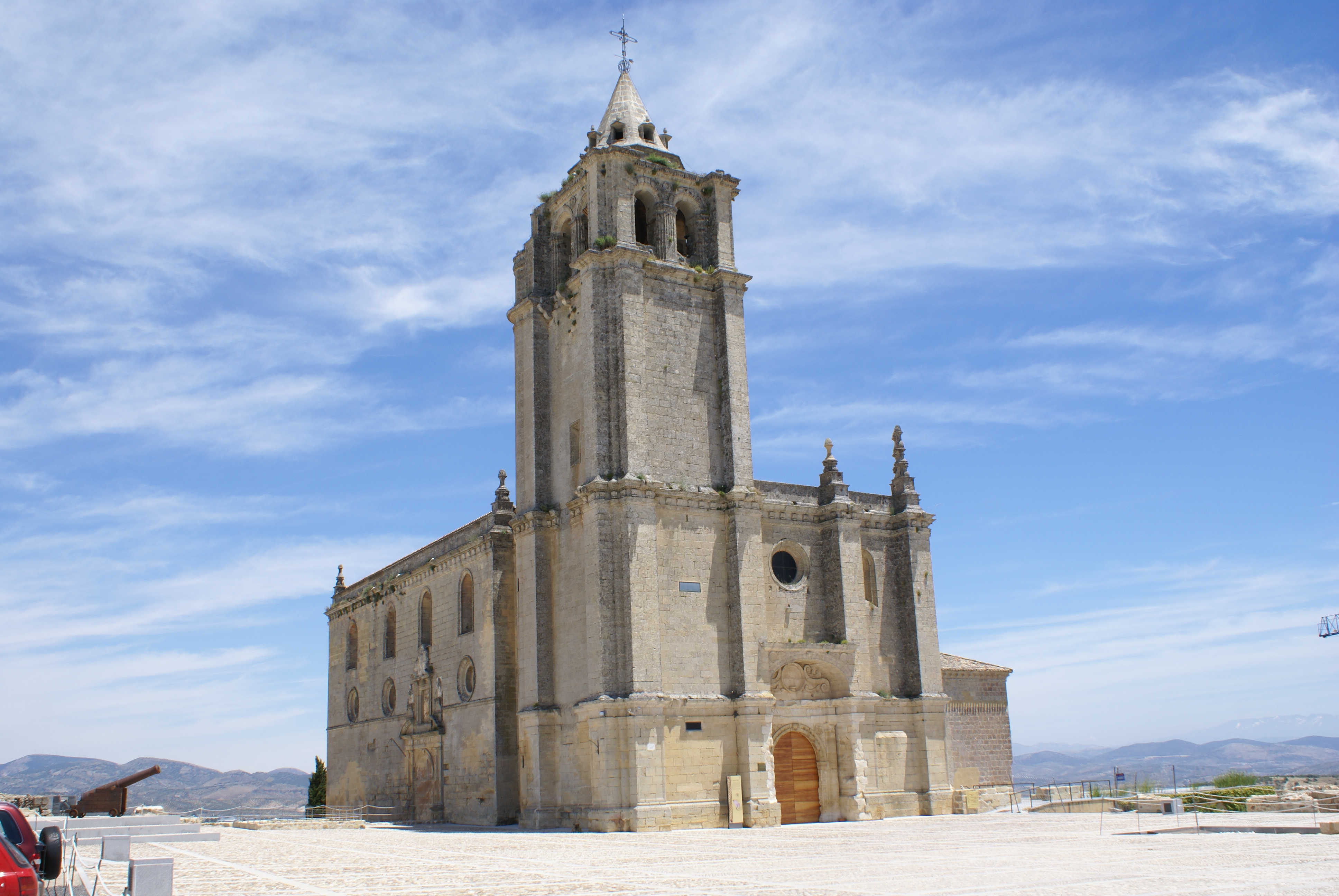
La Iglesia Mayor Abacial de la Fortaleza de la Mota.

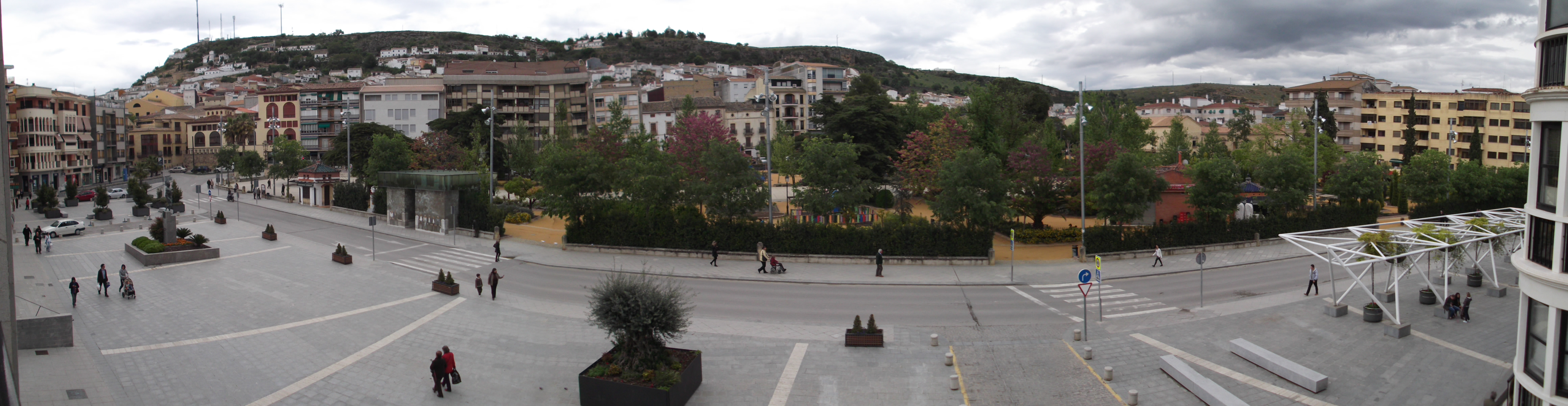
Panorámica del paseo de los Álamos.

Su primera sede fue un primitivo templo gótico remodelado tras la toma de Granada, ya en estilo renacentista. Se comienza su reconstrucción en el segundo cuarto del siglo XVI según las trazas de Martín de Bolívar, y su estructura gótica de bóvedas estrelladas se recubre con decoración plateresca. En este sector, las capillas funerarias se conciben como monumentales portadas platerescas, al igual que los arcos de acceso al Baptisterio.
El resto de la iglesia es fruto de la transformación llevada a cabo en el siglo XVI por Ambrosio de Vico; posteriormente, los maestros Luis González y Fray Cristóbal de San José levantan la cabecera a modo de gran arco de triunfo dividido en tres arcos a la misma altura; mientras la Sacristía, anexa al templo, la realiza Ginés Martínez de Aranda en el siglo XVII. Como testimonio de la iglesia primitiva solo queda en pie la Capilla del Deán Cherinos y algunos restos góticos de la cabecera hallados en las excavaciones.
El espacio interior se organiza en tres naves de dos tramos cada una, con coro alto a los pies. Es muy notable su Capilla Bautismal, con doble portada renacentista y bóveda de casetones, que algunos autores atribuyen a Jacobo Florentino, notable arquitecto de origen italiano que trabaja en las zonas de Granada y Murcia a principios del siglo XVI.
Desde el exterior se accede a la iglesia a través de una portada con arco de medio punto decorado con palmetas de acanto en las dovelas. Existen otras dos portadas, que son de estilo manierista. También en el exterior se pueden ver los contrafuertes rematados por pináculos y la majestuosa torre coronada por un chapitel de cantería, que se levanta intencionadamente por encima de la altura de la fortaleza como símbolo de la victoria cristiana sobre el antiguo poder musulmán.
La soledad en la que quedó el templo a finales del siglo XVIII, pues la ciudad se había consolidado y extendido por el llano desde hacía ya más de dos siglos, y el incendio provocado por las tropas francesas en su huida de la ciudad después de su ocupación en 1810, pondrían fin a su actividad y a parte del edificio.
Alcazaba

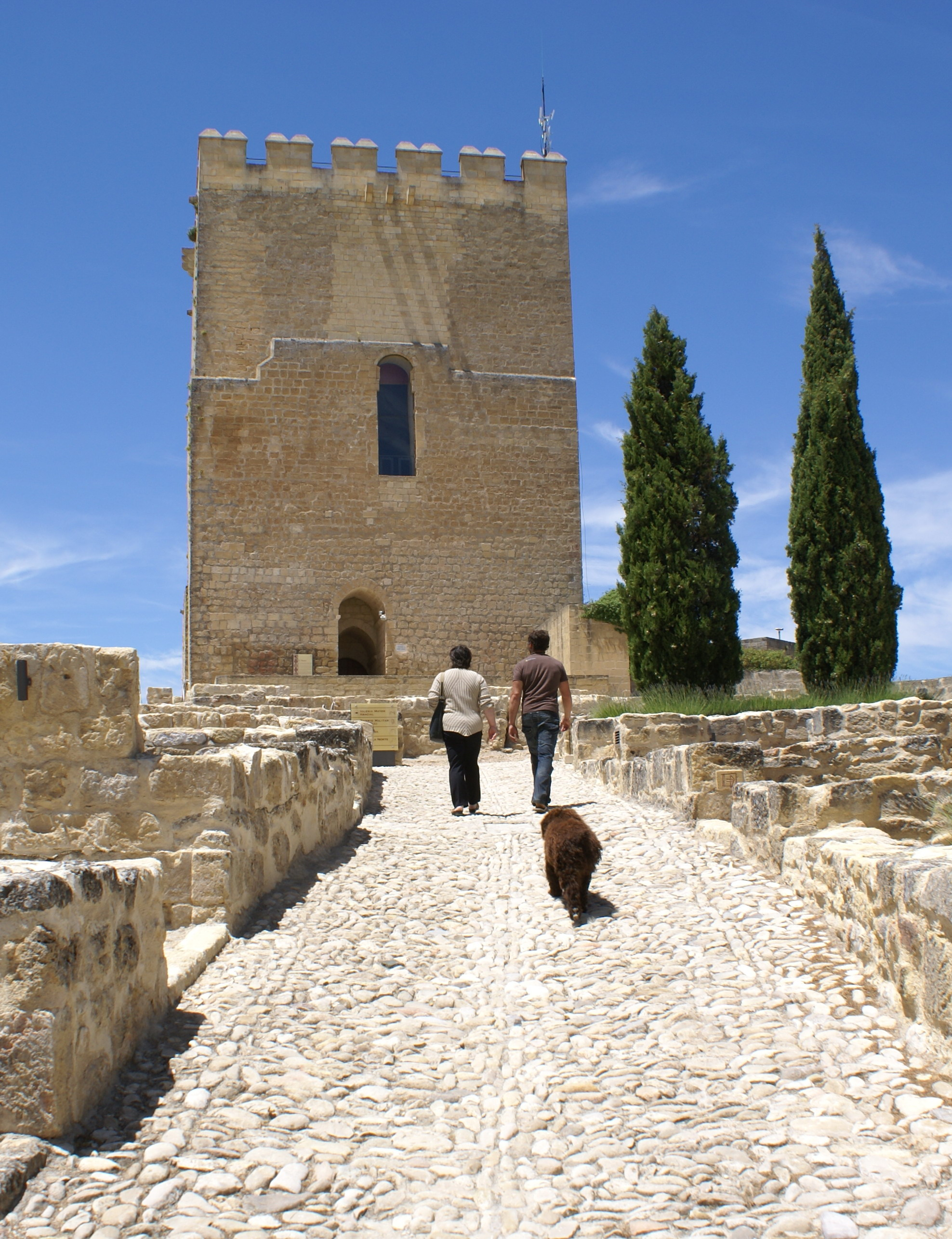
La Torre del Homenaje, máxima altura (1033 m) de Alcalá la Real.

Se trata de un recinto fortificado de forma triangular que consta de tres torres: la Torre del Homenaje, la Torre de la Campana (también llamada Torre de la Vela) y la Torre Mocha. La Torre del Homenaje es la mayor de las tres, con unos 20 m de altura, desde cuya cúspide se puede vislumbrar Sierra Nevada hacia el Sur. Ambas edificaciones son un hito visual para toda la ciudad y la comarca circundante, desarrollándose en la actualidad importantes obras de rehabilitación en las mismas.
Perímetro amurallado
Es uno de los más extensos de Andalucía, salpicado por diferentes torres y puertas, de las cuales las más imponentes son la Torre de la Cárcel y la Puerta de la Imagen. En el interior, los restos de la antigua Alcalá reposan a la sombra de la Iglesia Mayor y de la Alcazaba. Actualmente está siendo restaurado.

### Palacio Abacial
El abad Esteban Lorenzo Mendoza y Gatica en 1781 (siglo XVIII) inicia la reedificación de una antigua casa señorial levantando el palacio abacial, en época en que la población asentada abandona el alto de la mota definitivamente para trasladarse al llano, su escudo se encuentra esculpìdo en el fronton del edificio, de estilo neoclásico con influencia francesa e italiana. Posee un claustro interior, con un patio y tres galerías abiertas al mismo. En la actualidad alberga el Museo y Centro de Interpretación de Alcalá la Real, y el Conservatorio Elemental de Música Pep Ventura; también hay ubicada una oficina de información turística.

Otros Monumentos y lugares turísticos
- Convento de Capuchinos (hoy biblioteca y archivo)
- Pilar de los Álamos (monumental fuente del S. XVI)
- Iglesia de San Antón
- Iglesia de la Encarnación
- Casa de Enfrente (antigua lonja)
- Iglesia de las Angustias
- Ayuntamiento (S. XVI- XVIII)
- Iglesia Consolación
- Iglesia de San Juan
- Ermita de San Marcos
- Domus Herculana (Romana)
- Iglesia de la Trinidad
- Casa Fernández Moya (S. XVIII)
- Parque periurbano de los Llanos (mirador)
- Caseta nacimiento del Agua (S. XVII)

## Economía
Las actividades económicas principales son el cultivo de olivar (y su industria derivada) y del cerezo, así como la ganadería (principalmente ovejas y cabras), la artesanía y la industria de derivados plásticos y de transformados metálicos.

### Evolución de la deuda viva municipal
El concepto de deuda viva contempla sólo las deudas con cajas y bancos relativas a créditos financieros, valores de renta fija y préstamos o créditos transferidos a terceros, excluyéndose, por tanto, la deuda comercial.
| Gráfica de evolución de la deuda viva del Ayuntamiento de Alcalá la Real entre 2009 y 2024 |
|                                                                                            |
| Deuda viva del Ayuntamiento, en miles de euros, según datos del Ministerio de Hacienda.    |

La deuda viva municipal por habitante en 2011 ascendía a 472,31 €.
La deuda viva municipal por habitante en 2016 ascendía a 288,90 €.
La deuda viva municipal por habitante en 2019 ascendía a 70,53 €.
La deuda viva municipal por habitante en 2020 ascendía a 53,52 €.

## Comunicaciones
Alcalá la Real se encuentra relativamente bien comunicada, ya que aunque carece de autovía cercana, pasa a su lado carretera nacional N-432 (Badajoz-Granada). Asimismo se puede llegar a los municipios del sur de Córdoba (Priego de Córdoba, Cabra, Lucena) mediante la autonómica A-339. Además tiene salida a la autovía A-44 (Bailén-Motril) a través de la A-403 vía Benalúa de las Villas. Por otra parte, es posible alcanzar la autovía A-92, hacia el sur, a través de la A-335, vía Montefrío.
Las perspectivas en comunicación (con lo que esto significa para el desarrollo económico) son buenas, ya que en un futuro lejano se construirá la Autovía A-81 (Badajoz-Granada, por Córdoba), que dejará a Alcalá la Real a unos metros de una vía de gran capacidad.

## Cultura

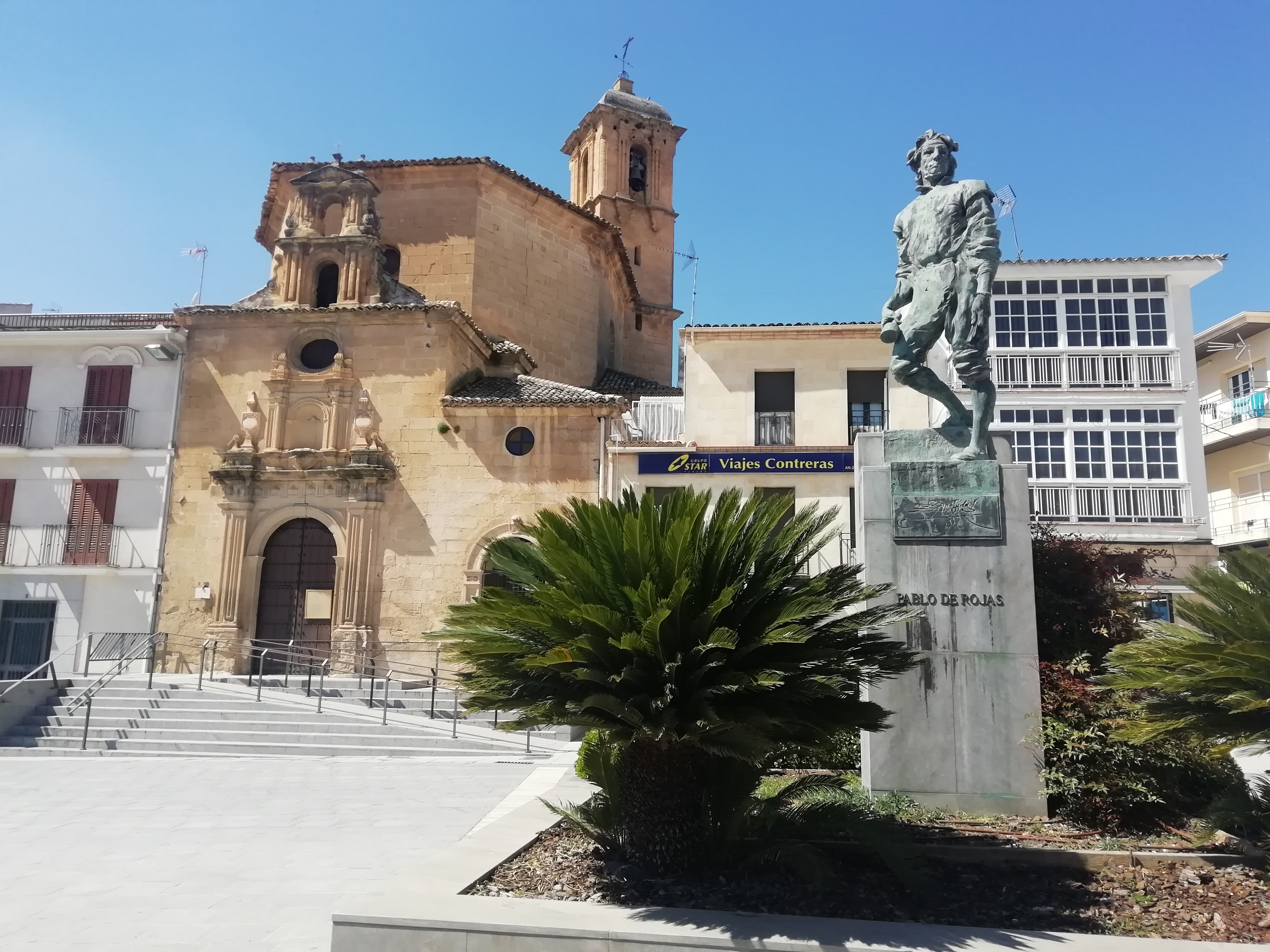
Iglesia de San Antón, antigua parada vieja, con estatua en honor al escultor Pablo de Rojas.

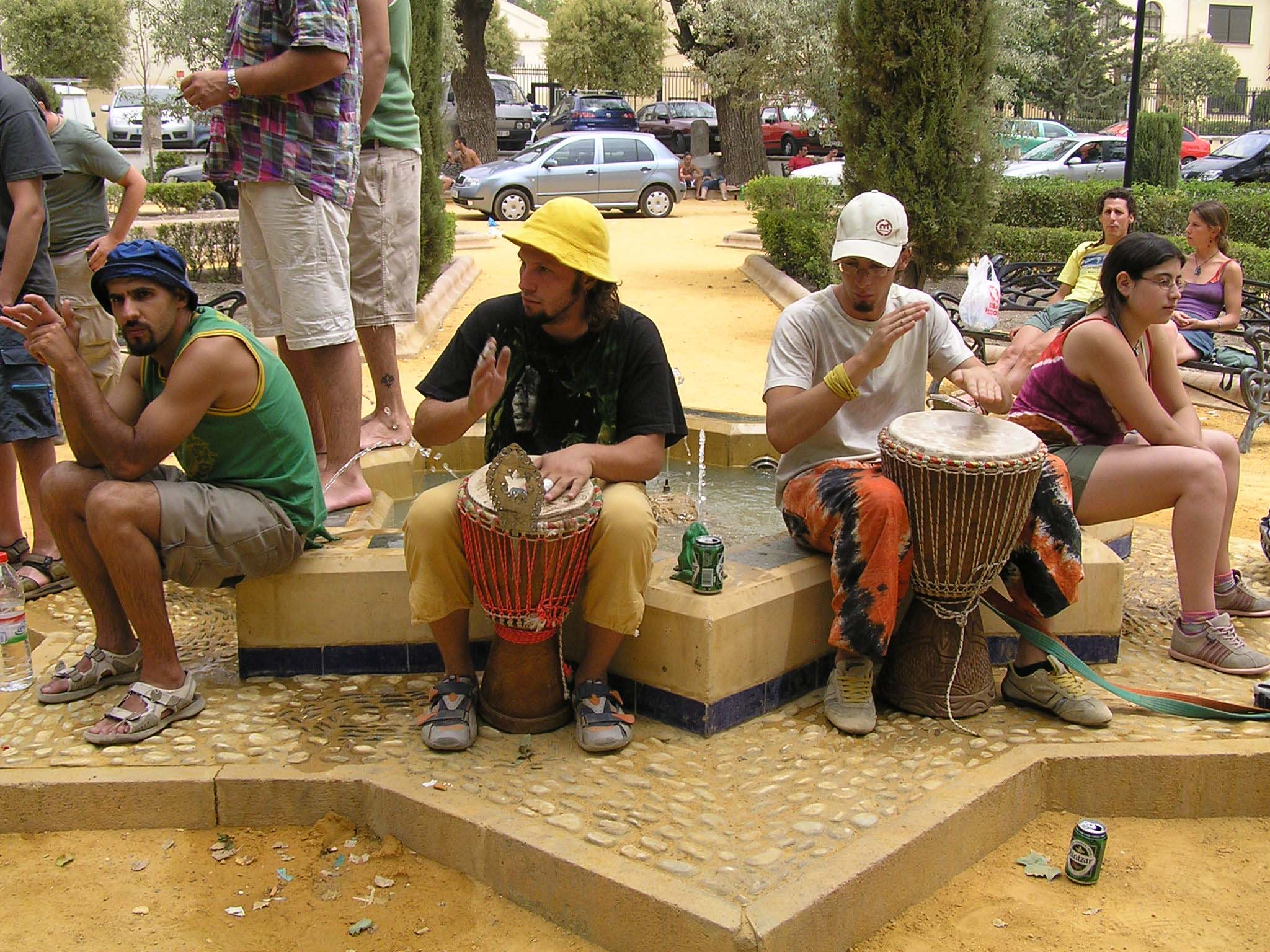
Visitantes tocando timbales durante la X edición de Etnosur, julio de 2006.

A lo largo de la historia grandes personajes de la escultura y la pintura se movieron en el seno de la ciudad, caso de Pablo de Rojas, Juan Martínez Montañés y José Ventura. Según la hipótesis erudita de que Juan Ruiz, autor de El Libro del Buen Amor, sería Juan Ruiz de Cisneros, el arcipreste de Hita habría nacido en Alcalá la Real y no en Alcalá de Henares, como es más común afirmar. No obstante ser aquella hipótesis minoritaria, en la actualidad la ciudad es sede de un importante premio de poesía llamado Premio Arcipreste de Hita, de repercusión internacional, y desde sus instituciones fomenta la cultura, que animan también numerosas agrupaciones musicales, conjuntos, grupos, cofradías y bandas de música.

### Etnosur

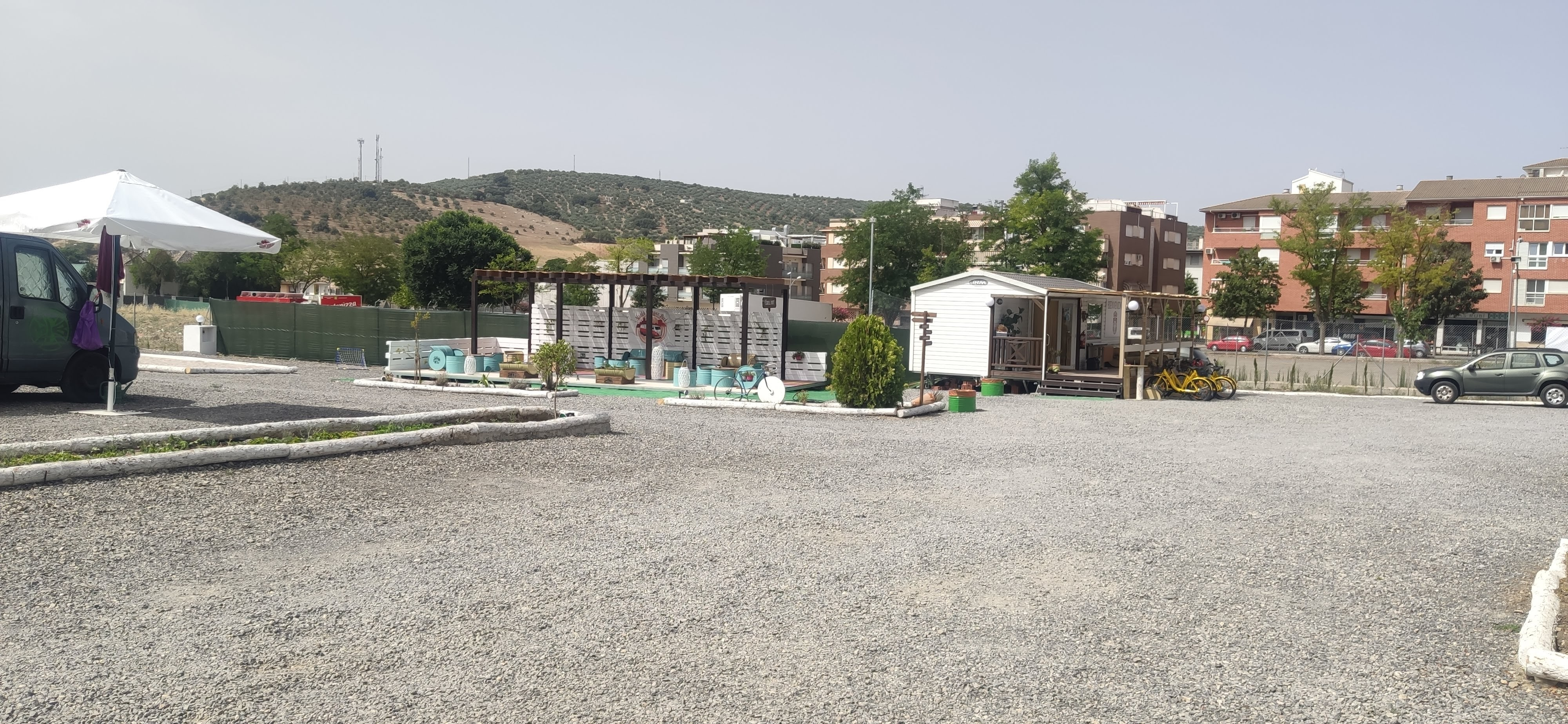
Área Camper Alcalá la Real.

En 1997 se crea el Festival de Encuentros Étnicos en la Sierra Sur, conocido como Etnosur. Se trata de un festival caracterizado por los conciertos de música étnica y alternativa, además de presentar muestras de artesanía, diversos talleres para la participación del público, exposiciones, proyecciones de películas y documentales, y conferencias. Desde entonces, la importancia del festival ha ido en aumento, alcanzando los 45 000 visitantes en la edición de 2008.

## Gastronomía
Uno de los platos típicos del municipio es el pollo a la secretaria, un estofado de pollo con asadura (hígado del ave) con los jugos de las verduras trituradas.

## Deporte
Alcalá la Real actualmente cuenta con un equipo de fútbol, el CD Alcalá Enjoy, aunque el deporte de más proyección nacional en el pueblo es el hockey sobre hierba. El equipo, tras militar varias temporadas en 1.ª división nacional, ha ascendido a división de honor, la máxima categoría Femenina en hockey hierba en España. Además varias jugadoras están o han estado en las categorías inferiores y absolutas de la selección española de hockey.
Otro deporte que destaca por sus grandes logros a nivel nacional es la gimnasia acrobática, contando con numerosos logros en todas las categorías y proclamándose año tras año en uno de los clubes más fuertes de España. El atletismo es otro referente deportivo local, con la presencia de un equipo integrado en el Club de Hockey que compite a nivel nacional e internacional en carreras por montaña, siendo la atleta más destacada Blanca Serrano Serrano quien consiguió el campeonato de España en 2010 y el subcampeonato en 2011.
Cabría destacar la Subida a la Mota, una prueba automovilística puntuable para el campeonato andaluz de montaña, que lleva sin realizarse desde 2018.

## Centros educativos
En Alcalá la Real se encuentran los siguientes centros educativos: 
- Centro Docente Privado “Cristo Rey”
- Centro Docente Privado “Escuelas Profesionales de la Sagrada Familia”
- Colegio de Educación Infantil y Primaria “Alonso Alcalá”
- Colegio de Educación Infantil y Primaria “José Garnica Salazar”
- Escuela Infantil “Martínez Montañés”
- Escuela Infantil “Nuestra Señora del Rosario”
- Instituto de Educación Secundaria “Alfonso XI”
- Instituto de Educación Secundaria “Antonio de Mendoza”

## Ciudades hermanadas
- Figueras (España)[11]
- Lohfelden (Alemania)[12]